# レイヨウ
レイヨウ（羚羊）またはアンテロープ (Antelope) は、ウシ科の大部分の種を含むグループ。分類学的にはおおよそ、ウシ科からウシ族とヤギ亜科を除いた残りに相当し、ウシ科の約130種のうち約90種が含まれる。
「レイヨウ」は分類群ではない。レイヨウと呼ばれる生物は、ウシ科の多くの亜科（ヤギ亜科以外の全て）に分かれて存在する。多くはレイヨウ同士より、それぞれがウシかヤギにより近い関係にある。多くの異なる種があり、大きさも、小型のものから非常に大型化する種まで、さまざまである。
古くは「カモシカ」と呼ばれることもあり、細く伸びた足を指す「カモシカのような足」というときの「カモシカ」は、本来はレイヨウのことである。しかし現代でいうカモシカはヤギ亜科に含まれ、レイヨウには含まれない。
なお、レイヨウの亜科のひとつにアンテロープ亜科（ブラックバック亜科）があるが、このアンテロープはAntelopeではなく、模式のブラックバック属 Antilope のことである。アンテロープ亜科はアンテロープの中の1亜科であり、オリックス、インパラなど代表的なレイヨウの多くが別亜科である。

## 特徴
アンテロープ共通の特徴は、基本的にウシ科共通の特徴にほぼ一致する。つまり、生え変わりや枝分かれのない中空の1対の角、草食、小さい二股の蹄、短い尾などである。
ウシ科全体の特徴ではないアンテロープの特徴としては、家畜種が含まれない、主にアフリカに生息する、などがある。
また、ウシ族はウシ科で最大級の種も含まれる大型種のグループであり、ヤギ亜科は小型ながらも頑丈な四肢を持つが、それらに対しレイヨウは、軽量で優雅な姿をし、細身で、優美な前後脚を持っている。
多くのレイヨウには強力な大腿四頭筋があり、驚くとまるで巨大なウサギが地上で弾んでいるかのように、この筋力による独特の跳躍ストライドで走る。 いくつかの種では、この跳躍は100 km/hに達し（チーターの100-115 km/hに匹敵し、しかも持久力では勝る）、陸上で最速の生き物の1つでもある。

## 代表種
30属・90種が存在する。そのうち15属が絶滅の危機に瀕している。 
代表的な種は次のとおり。
- アダックス addax
- ボンゴ bongo
- ボンテボック bontebok
- エランド common eland
- ゲムスボック gemsbok
- ハーテビースト hartebeest
- インパラ impala
- クリップスプリンガー klipspringer
- クーズー kudu
- ニアラ nyala

- オリビ oribi
- グレイリーボック grey rhebok
- ローンアンテロープ roan antelope
- ロイヤルアンテロープ royal antelope
- セーブルアンテロープ sable antelope
- スプリングボック springbok
- スニ suni
- チルー（チベットアンテロープ） Tibetan antelope
- トピ topi
- ウォーターバック waterbuck
- ヌー wildebeest

主に異国情緒のある狩猟を楽しむ目的のために、ブラックバックがアメリカ合衆国に輸入され、テキサス州では一般的になった。アメリカ大陸には原住の真のレイヨウはいない。グレートプレーンズのプロングホーンは、エダツノレイヨウ科(Antilocapridae)という独自のグループに属する。しばしばレイヨウとして分類されるモウコガゼル(Procapra gutturosa)は、80 km/hの速度で走ることができる。スニは南東のアフリカに生息する小型のレイヨウであり、体高は30-43 cm。大きさ・形および色において、ディクディク(Dik-dik)と非常に似ているが、小さな違いを数多くもつ。アフリカで生息するシンシンウォーターバックはオスにのみ角が生えている。

## 混血レイヨウ
さまざまな混血レイヨウが動物園に記録された。これは、他の種や誤認された種が一緒に囲われ、より適切な繁殖相手が不足がしていたことによる。交配の容易さは、各レイヨウの種がどれくらい近縁な関係にあるかを示す。いくつかの別種として認識されていたものは、実際には同じ種の変種集団であり、おそらく行動や地理的な違いによって野生での交配が妨げられていたのだろう。
- 雄エランドと雌のクズーの間の交配では、エランドに類似した繁殖能力の無い混血個体が生まれた。
- オグロヌーは、より体の小さいオジロヌーとの間に繁殖能力のある混血個体を生み出した。これは、自然保護公園内での破壊で、180のオグロヌーの群れ全体が「遺伝学的に汚染されている」ことを示す(「種の純粋さ」は人間の概念であり、本質ははるかにフレキシブルであるが)。
- ロンドン動物学会は、1900年代前半にウォーターバック Kobus ellipsiprymnus と Kobus unctuosus、セロースアンテロープ Limnotragus gratus と Limnotragus seloussi を含むいくつかのレイヨウ種を交配した。

混血個体が生まれたレイヨウの組合せリスト 
- ボンゴ（クチグロスジカモシカ）/シタツンガ
- レッサークーズー/シタツンガ
- イランド/クーズー
- ブルーダイカー/Maxwell's Duiker
- Bay Duiker/Red-flanked Duiker
- Bay Duiker/シマダイカー
- クロダイカー/Kaffir Duiker
- Cape Hartebeest/Blesbok
- ボンテボック/Blesbok
- Black Wildebeest/Blue Wildebeest
- ウォーターバック/Defassa Waterbuck
- Defassa Waterbuck/Nile Lechwe
- Defassa Waterbuck/コーブ
- Nile Lechwe/コーブ
- Kafue Lechwe/Ellipsen Waterbuck
- Red-fronted Gazelle/トムソンガゼル
- ベイサオリックス/Fringe-eared Oryx
- グラントガゼル/トムソンガゼル
- ベイサオリックス/オリックス
- アラビアオリックス/シロオリックス
- トムソンガゼル/Roosevelt's Gazelle
- Slender-horned Gazelle/Persian Goitered Gazelle
- Persian Gazelle/ブラックバック
- Cuvier's Gazelle/Slender-horned Gazelle

## 文化的側面
レイヨウの角は、多くの地域で医学と魔術の象徴として尊重される。 コンゴでは、魂を閉じ込めると考えられる。 キリスト教のイコン解釈学は、キリスト教徒が持っている2本の霊的な武器(旧約聖書と新約聖書)のシンボルとして、レイヨウの2個の角を使用することがある。また、レイヨウの速く走る能力は、風を連想させる。例としては、『リグ・ヴェーダ』におけるマルトの軍馬と風の神ヴァーユなどである。
アフリカなどでは食用に供されており、郷土料理店に行けば肉を食べることが出来る。